# Nouveaux contes danois
Nouveaux contes danois, publié en 1875, est le deuxième recueil édité par les Éditions Garnier Frères des contes d'Andersen. Il comporte 28 nouveaux contes traduits par Ernest Grégoire et Louis Moland, illustrés par Yan' Dargent, et fait suite à Contes danois (17 contes), publié en 1873.
La parution, en 1880, du 3e recueil, intitulé Les Souliers rouges et autres contes (45 contes), portera à 90 le nombre de contes traduits par Ernest Grégoire et Louis Moland, sur les 156 écrits au total par Andersen.
C'est, à cette époque, la traduction française la plus importante des contes d'Andersen.

## Liste des contes
Nouveaux contes danois comporte 28 contes.
- Camarade de Voyage
- Le Sapin
- Le Porcher
- La Petite Sirène
- La Soupe à la Brochette
- Cinq dans une Cosse
- L'Histoire d'une Mère
- Le Vilain Petit Canard
- Poucette
- Grand Claus et Petit Claus
- Le Goulot de la Bouteille
- Les Habits de l'Empereur
- Les Cygnes sauvages
- Bougie et Chandelle
- La Plus Heureuse
- Scène de Basse-Cour
- La Pâquerette
- Le Stercoraire
- Trésor Doré
- Le Rossignol et l'Empereur de Chine
- L'Enfant au Tombeau
- L'Histoire de Valdemar Daae
- La Petite Fille qui marchait sur le pain
- Le Crapaud
- Chacun et chaque chose à sa place
- Jean Balourd
- Quelque chose
- Les Voisins